# Кытанахский наслег
Кытанахский наслег — сельское поселение в Чурапчинском улусе Якутии Российской Федерации.
Административный центр — село Килянки.

## История
Статус и границы сельского поселения установлены Законом Республики Саха (Якутия) от 30 ноября 2004 года N 173-З N 353-III «Об установлении границ и о наделении статусом городского и сельского поселений муниципальных образований Республики Саха (Якутия)»
Впервые наслег упоминается в 1768 году в ясачной налоговой книге. И именовался I Хатылинской волостью Боотурусского улуса. Наслег до революции был разделен на четыре рода  (аҕа ууhа), Улахан, Орто, Соҕуруу, Захаровский. В 1914 году наслежный письмоводитель Савва Семенович Собакин пожертвовал свой дом для открытия школы. В ноябре 1914 года открылась I Хатылинская Хабарчинская училище. В наслеге не было церкви. Были две часовни в местности "Дириҥ эбэ" и "Улахан Ньууру". Во время Гражданской войны из наслега были отправлены девять комсомолцев. В 1923 году вышел указ улуса "о переименовании I Хатылинского наслега в Кытанахский". 1932 году были организованы колхозы. Во время Великой Отечественной войны из Кытанахского наслега на фронт было призвано 163 человек, из них вернулись 90, 73 жителя наслега остались на поле боя навечно. В 1942 году Чурапчинский район был переселен в Северные районы. Из Кытанахского наслега на Булунский район были отправлены 7 колхозов. От голода и холода погибло много людей. Послевоенное время наслег восстановил свое хозяйство. В 1956 году центром наслега были выбран местность Килэнки. И начиная с 1956 года в Килэнки начали строить общественные здания. Магазин, Сельский клуб, избу читальню, дом администрации села и т.д. Вплоть до настоящего времени строятся новые дома.

## Население
| 2002 | 2010 | 2011 | 2012 | 2013 | 2014 | 2015 |
| ---- | ---- | ---- | ---- | ---- | ---- | ---- |
| 538  | ↘518 | →518 | ↗526 | ↘520 | ↘517 | ↘508 |
| 2016 | 2017 | 2018 | 2019 | 2020 | 2021 |      |
| ↘505 | ↘486 | ↘465 | ↘450 | ↗455 | ↘452 |      |

## Состав сельского поселения
| № | Населённый пункт | Тип населённого пункта       | Население |
| - | ---------------- | ---------------------------- | --------- |
| 1 | Килянки          | село, административный центр | ↘452      |